# 明王院 (鎌倉市)
明王院（みょうおういん）は、神奈川県鎌倉市十二所にある真言宗泉涌寺派の寺院。山号は飯盛山。寺号は寛喜寺。本尊は五大明王で、「五大堂」とも称される。鎌倉観音霊場の8番札所。

## 歴史
鎌倉市街地の東方、金沢街道から北に入り、滑川を渡った位置にある。この寺は、寛喜3年（1231年）鎌倉幕府4代将軍藤原（九条）頼経によって発願された寺で、寺号の「寛喜寺」は発願の年号による。嘉禎元年（1235年）に落慶し鶴岡八幡宮別当の定豪が開山に迎えられた。
寺は寛永年間（1624 - 1644年）の火災で焼失し、その後再建されたものである。本尊として不動明王を中心とする五大明王像を安置するが、不動明王像のみが鎌倉時代のもので、他の4体は上記の火災後の造立である。不動明王像は作風から鎌倉時代の仏師・肥後別当定慶の作と推定されている。明王院は藤原頼経開基の寺院であるが、頼経の室・竹御所の一周忌の本尊仏を文暦2年（改元して嘉禎元年・1235年）5月、肥後法橋（定慶）が造立したことが『吾妻鏡』にみえ、頼経と定慶の関係を裏付けている。
- 寺標
- 山門

## 文化財

### 重要文化財（国指定）
- 木造不動明王坐像